# 尹彩暻
尹彩暻（：／ Yun Chae Gyeong，1996年7月7日—），藝名彩暻（：／ Chae Gyeong），韓國女歌手，曾為韓國女子團體PURETTY、APRIL及限定團體C.I.V.A、I.B.I成員。2014年參加KARA新成員遴選節目《KARA PROJECT-KARA The Beginning》及參加2016年Mnet選秀節目《PRODUCE 101》。

## 經歷

### 2012-2014：PURETTY、《KARA PROJECT-KARA The Beginning》、APRIL預備成員
2012年9月5日，彩暻透過PURETTY和慧仁、時倫、昭珉、在恩在日本出道，並參與美妙旋律pretty rhythm 第二季，發表了《Cheki ☆love 》和《shuwa shuwa baby》等歌曲，但組合已於2014年解散。
2014年5月27日，彩暻參加KARA新成員遴選節目《KARA PROJECT-KARA The Beginning》，最終排名為第4名。
彩暻和昭珉、采媛、玹珠、娜恩、睿娜、真率、時倫、素真及所願成為APRIL預備成員，但當中只有昭珉、采媛、玹珠、娜恩、睿娜、真率入選。

### 2016：《PRODUCE 101》、限定女團C.I.V.A、I.B.I、加入女團APRIL
2016年1月，彩暻參加Mnet選秀節目《PRODUCE 101》，而最終排名為第16名。
同年5月，彩暻參加由音樂人李常敏、卓在勳共同企劃的紀錄形綜藝節目《音樂之神2》，並在7月7日與金昭希、李秀敏以節目延伸出來的C.I.V.A活動，主打曲為《왜 불러》，原唱為DIVA。
6月1日，彩暻與成員采媛合作《時鐘》一曲。
8月18日，彩暻與金昭希、韓慧里、李海印、李秀炫正式以限定團體I.B.I成員活動，主打曲為《몰래 몰래》。
11月11日，DSP Media表示，彩暻將正式加入APRIL並與其他成員正在積極籌備回歸中。

## 影視作品

### 戲劇
| 年份   | 頻道      | 劇名                | 角色       | 性質 |
| ------ | --------- | ------------------- | ---------- | ---- |
| 2014年 | DramaCUBE | Secret Love——紫丁香 | 啦啦隊隊員 | 客串 |
| 2017年 | tvN       | Modulove            |            | 客串 |
| 2023年 | KBS       | 高麗契丹戰爭        | 元和王后   |      |

### 綜藝節目
| 年份   | 頻道         | 節目名稱                        | 性質             |
| ------ | ------------ | ------------------------------- | ---------------- |
| 2014年 | MBC Music    | KARA PROJECT-KARA The Beginning | 競演者           |
| 2016年 | Mnet         | PRODUCE 101                     | 競演者           |
| 2016年 | Mnet         | 音樂之神2                       | 固定嘉賓         |
| 2016年 | On Style     | Get It Beauty 2016              | 嘉賓             |
| 2016年 | iMBC         | 朴素賢的偶像TV                  | 嘉賓             |
| 2016年 | TRENDY tagTV | 旅行計劃者：Plan Man            | 嘉賓             |
| 2016年 | Mnet         | Show Me The Money 5             | 觀眾             |
| 2016年 | JTBC         | Hello I.B.I                     | 固定嘉賓         |
| 2017年 | JTBC         | 認識的哥哥                      | 嘉賓             |
| 2017年 | SBS          | 叢林的法則 斐濟篇               | 嘉賓             |
| 2018年 | 네이버TV     | 블루밍멜로디 시즌2              | 固定嘉賓         |
| 2019年 | On Style     | Get it beauty2019               | 固定嘉賓         |
| 2019年 | MBC標準FM    | IDOL RADIO                      | 嘉賓             |
| 2019年 | tvN          | Player                          | 嘉賓             |
| 2020年 | MBC          | Trot的民族                      | 中秋特輯 10月3日 |

### 電臺
| 年份   | 日期    | 頻道         | 電臺名稱               |
| ------ | ------- | ------------ | ---------------------- |
| 2016年 | 7月1日  | SBS Power FM | 裴成材的10             |
| 2016年 | 7月12日 | SBS Power FM | 金昌烈的Old School     |
| 2016年 | 7月16日 | SBS Power FM | 朴素賢的Love Game      |
| 2016年 | 7月17日 | SBS Power FM | 兩點出逃               |
| 2016年 | 7月18日 | SBS Power FM | 李國主的Young Street   |
| 2016年 | 7月25日 | KBS Cool FM  | 朴志胤的歌謠廣場       |
| 2016年 | 7月25日 | SBS Love FM  | 宋恩伊、金淑的姐姐電臺 |

## 音樂作品
| 單曲/專輯 | 作品資料 | 曲目                                      |
| 1st       | 數位單曲《PRODUCE 101 - PICK ME》 - 發行日期：2015年12月17日 - 語言：韓語 - 組合名稱：PRODUCE 101             | 1. PICK ME                                |
| 2nd       | 合作專輯《PRODUCE 101 - 35 Girls 5 Concepts》 - 發行日期：2016年3月19日 - 語言：韓語 - 組合名稱：Girls on Top | 1. In the Same Place                      |
| 3rd       | 數位單曲《時鐘》 - 發行日期：2016年6月1日 - 語言：韓語 - 組合名稱：彩暻Ｘ采媛                                 | 1. 時鐘 (with. APRIL采媛) 2. 時鐘 (Inst.) |
| 4th       | 合作單曲《Lovesome》 - 發行日期：2019年8月4日 - 語言：韓語 - 合作歌手：VOISPER                                | 1. Lovesome                               |

## 外部連結
| 官方連結 - APRIL 官方網站 （页面存档备份，存于） - APRIL 官方Daum cafe （页面存档备份，存于） - APRIL V頻道 （页面存档备份，存于） - 尹彩暻的X（前Twitter） - 尹彩暻的Instagram帳戶 - 尹彩暻的Facebook專頁 - 尹彩暻的新浪微博 - 四月兒(사월이)的X（前Twitter） · (四月兒是April的吉祥物) - YouTube上的APRIL(女子團體)頻道 | 個人SNS - 彩暻的Instagram帳戶 |